# Massacre de Dalori
Le massacre de Dalori a lieu le 30 janvier 2016, lors de l'insurrection de Boko Haram.

## Déroulement
Le soir du 30 janvier 2016, le village de Dalori, situé près des camps de déplacés à une dizaine de kilomètres au sud-est de Maiduguri, est attaqué par des djihadistes de Boko Haram, groupe devenu la « wilaya d’Afrique de l'Ouest » de l'État islamique,,.
Selon le porte-parole de l'armée nigériane Mustapha Anka, les djihadistes entrent dans le village avec deux voitures et plusieurs motos. Trois femmes kamikazes sont également repérées, selon Mustapha Anka elles ont été « interceptées puis ont explosé ». Pendant l'attaque, les habitants prennent la fuite et se dispersent dans la brousse, les assaillants ouvrent le feu sur tous les villageois qu'ils croisent puis incendient les habitations. Selon les rescapés le village est entièrement rasé,,.

## Bilan humain
Les premiers bilans, donnés par les rescapés, font état d'une cinquantaine de morts au moins. Le 1er février, le docteur Haruna Mshelia, commissaire à la santé pour l'État de Borno, déclare que « Au total, soixante-cinq corps ont été déposés à l’hôpital spécialisé, dix autres à l’hôpital universitaire de Maiduguri et dix autres ont été enterrés dans le cimetière communautaire de Dalori »,.
Dans un communiqué publié le même jour, l'agence nigériane de gestion des situations d’urgence (NEMA) donne un bilan de soixante-cinq morts et cent trente-six blessés,.
Bulama Malum, un témoin réfugié à Maiduguri, déclare cependant à l'AFP « avoir vu à Dalori au moins vingt corps tellement brûlés qu'ils ne sont pas identifiables, et selon lui quinze villageois sont toujours portés disparus, laissant craindre un nouveau bilan plus important ».
Un autre rescapé, Musa Adamu, membre d'une milice privée, évoque de son côté « plus de cent morts ».